# ناديليك (كيبك)
ناديليك (كيبك) (بالإنجليزية: Nédélec, Quebec)‏ هي بلدية محلية في كيبيك تقع في كندا في بلدية مقاطعة تميسكامينغ الإقليمية ‏. يقدر عدد سكانها بـ 403 نسمة ومساحتها 372.70 كم2 .